# Emir Karic
Emir „Eko“ Karic (* 9. Juni 1997 in Linz) ist ein österreichischer Fußballspieler, der aktuell für den SK Sturm Graz spielt.

## Karriere

### Verein
Karic begann seine Karriere beim ASKÖ Leonding. Im September 2005 wechselte er zum LASK. Zur Saison 2007/08 wechselte er zum FC Pasching. Zur Saison 2011/12 wechselte er in die AKA Linz, in der er bis zur Saison 2014/15 sämtliche Altersstufen durchlief. In der Saison 2013/14 spielte er zweimal für die zweite Mannschaft seines Stammklubs LASK in der achtklassigen 2. Klasse. Im Mai 2015 debütierte er für die Profis des LASK in der zweiten Liga, als er am 35. Spieltag der Saison 2014/15 gegen den FC Wacker Innsbruck in der 86. Minute für Sebastian Schröger eingewechselt wurde. Bis Saisonende kam er zweimal für die Oberösterreicher zum Einsatz.
Zur Saison 2015/16 wechselte er zum Ligakonkurrenten FC Liefering, dem Farmteam des FC Red Bull Salzburg. In seiner ersten Spielezeit bei den Salzburgern kam er zu zwölf Zweitligaeinsätzen, zudem spielte er für die U-19 von Red Bull Salzburg in der UEFA Youth League. In der Saison 2016/17 absolvierte der Defensivspieler 32 Zweitligapartien für Liefering. In der Saison 2017/18 spielte er 19 Mal in der zweithöchsten Spielklasse.
Zur Saison 2018/19 wechselte er zum Bundesligisten SCR Altach, bei dem er einen bis Juni 2020 laufenden Vertrag erhielt. Im Juli 2018 debütierte er gegen die SV Mattersburg in der Bundesliga. In seiner ersten Saison in der höchsten Spielklasse kam Karic zu 25 Einsätzen. Im November 2019 gelang dem Außenverteidiger bei einer 2:1-Niederlage gegen den TSV Hartberg sein erstes Tor im Erwachsenenbereich. In der Saison 2019/20 kam er zu 27 Bundesligaeinsätzen und erzielte dabei ein Tor. Im April 2020 wurde sein zu Saisonende auslaufender Vertrag per Option bis Juni 2021 verlängert. In der Saison 2020/21 kam er auf 23 Ligaeinsätze.
Zur Saison 2021/22 wechselte er nach Deutschland zum Zweitligisten SV Darmstadt 98, bei dem er einen bis Juni 2024 laufenden Vertrag erhielt. Am 24. Juli 2021 debütierte er bei der 0:2-Heimniederlage in der 2. Bundesliga gegen den SSV Jahn Regensburg. Beim 1:6-Auswärtssieg gegen den SV Sandhausen am 3. Oktober 2021 traf er erstmals für die Lilien. Im Jänner 2022 wurde der vollständig geimpfte Karic positiv auf das Corona-Virus getestet und verpasste drei Saisonspiele. Die erste Saison unter Torsten Lieberknecht schloss er mit der Mannschaft auf dem vierten Platz ab, wobei er in 26 Ligaspielen (zwei Tore, zwei Vorlagen) auf unterschiedlichsten Positionen in der Verteidigung und im Mittelfeld zum Einsatz kam. In der Saison 2022/23 kam er zu 27 Zweitligaeinsätzen und stieg mit Darmstadt als Tabellen-Zweiter in die Bundesliga auf. Im Oberhaus machte er in der Saison 2023/24 27 Spiele, stieg aber mit den Hessen direkt wieder ab.
Nach seinem Vertragsende in Deutschland kehrte Karic zur Saison 2024/25 nach Österreich zurück und wechselte zum amtierenden Meister SK Sturm Graz, bei dem er einen bis 2027 laufenden Kontrakt erhielt.

### Nationalmannschaft
Karic spielte im März 2015 gegen Finnland erstmals für die österreichische U-18-Auswahl. Im Oktober 2015 kam er gegen die Schweiz zu seinem einzigen Einsatz für das U-19-Team.
Im Juni 2017 debütierte er gegen Ungarn für die U-21-Mannschaft.

## Spielweise
Karic spielt vor allem als Linker Verteidiger. Zudem wird er teilweise als linker Innenverteidiger und Rechtsverteidiger eingesetzt. In seiner Jugend spielte er auch im defensiven Mittelfeld, nahm diese Position im Seniorenbereich aber erst wieder bei Darmstadt ein. Er konzentriert sich vor allem auf die Defensivarbeit, ist zweikampfstark und seine größte Stärke ist mit 1,86 Meter das Kopfballspiel. Eine Schwäche ist sein rechter Fuß, da Karic Linksfuß ist.

## Privates
Er hat bosnische Wurzeln.

## Erfolge
- Österreichischer Meister: 2025